# Christoph Fleischhauer

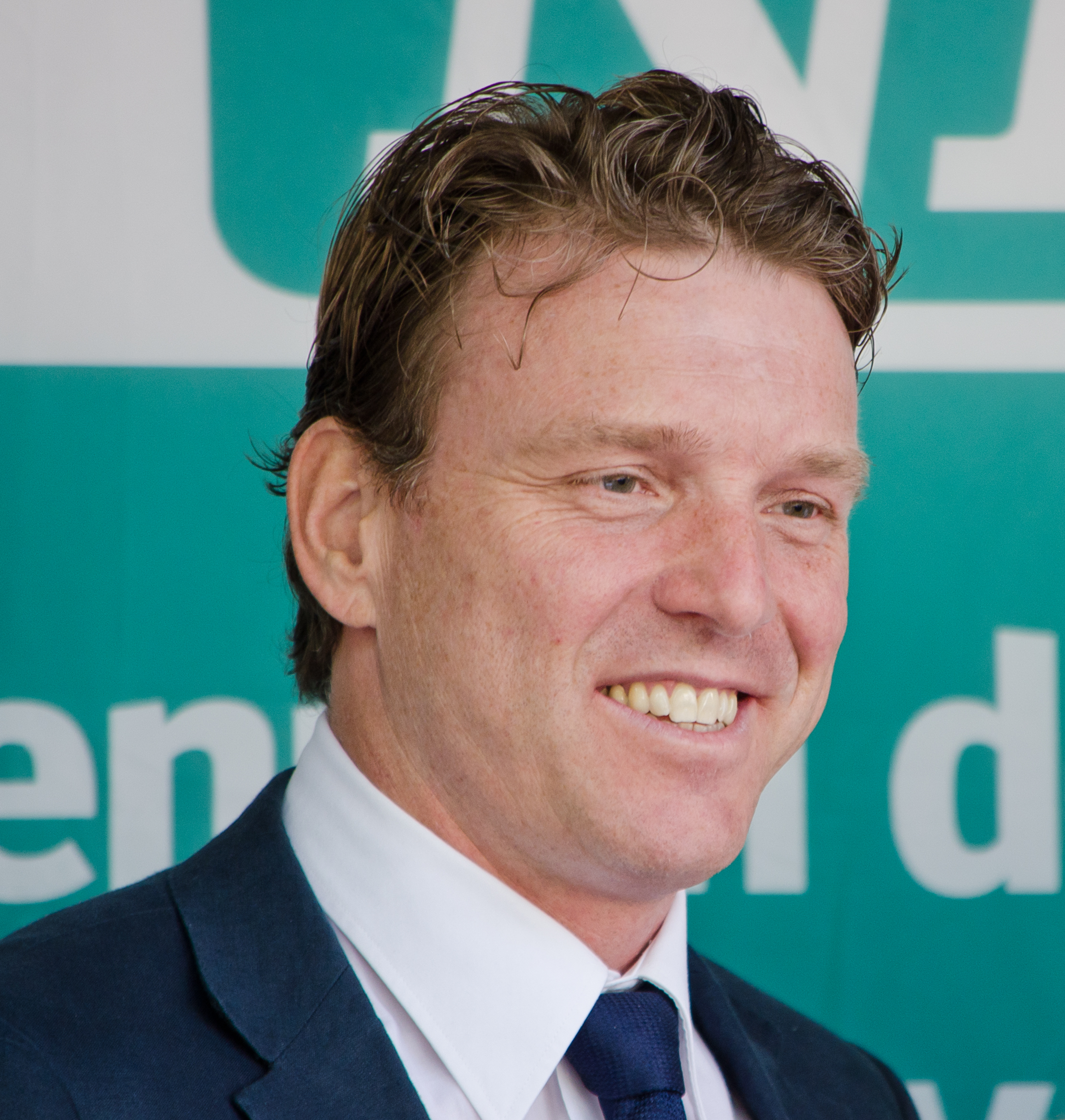
Christoph Fleischhauer (Juni 2014)

Christoph Fleischhauer (* 15. Mai 1965 in Geldern) ist ein deutscher Rechtsanwalt und Kommunalpolitiker (CDU). Seit 2014 ist er Bürgermeister der Stadt Moers.
Fleischhauer hat einen älteren Bruder und wohnt seit seiner Kindheit in Moers. 1984 schloss er das Gymnasium Rheinkamp mit der Allgemeinen Hochschulreife ab. Im selben Jahr begann er ein Studium der katholischen Theologie und der Philosophie an der Rheinischen Friedrich-Wilhelms-Universität in Bonn. 1985 wechselte er den Studiengang zu Rechtswissenschaften. Seit 1995 betreibt er als Rechtsanwalt eine eigene Kanzlei in Moers. 2004 wurde Fleischhauer Mitglied der CDU im Ortsverband Moers-Rheinkamp. Seit 2009 ist er der Erste Vorsitzende des Stadtsportverbandes Moers.
Am 13. Juli 2013 gab die CDU Moers bekannt, dass sie Fleischhauer als ihren Kandidaten für die Wahl des Bürgermeisters am 25. Mai 2014 angesetzt hat. Bei dieser erreichte er mit 43,1 Prozent die Mehrzahl an Stimmen gegenüber dem bisherigen Bürgermeister Norbert Ballhaus der SPD, der auf 38,0 Prozent kam. In der Stichwahl am 15. Juni erzielte er mit 64,1 Prozent der Stimmen die absolute Mehrheit und löste somit Ballhaus am 23. Juni als Bürgermeister der Stadt Moers ab. Bei den Kommunalwahlen in Nordrhein-Westfalen 2020 trat Fleischhauer erneut an und holte im ersten Wahlgang am 13. September die relative Mehrheit mit 38,4 Prozent, in der folgenden Stichwahl am 27. September setzte er sich mit 57,9 Prozent gegen den SPD-Kandidaten Ibrahim Yetim durch.
Im November 2024 gab Fleischhauer bekannt, dass er bei den Kommunalwahlen in Nordrhein-Westfalen 2025 nicht erneut als Kandidat für das Amt des Bürgermeisters zur Verfügung stehen wird.
Fleischhauer ist seit 1991 mit Annegret Fleischhauer verheiratet und Vater von zwei Söhnen. Ehrenamtlich engagiert er sich im kommunalen Handballsport und in der Kirchengemeinde St. Martinus. Er ist Mitglied der katholischen Studentenverbindung K.St.V. Vandalia Bonn.